# Hybomitra pechumani
Hybomitra pechumani is een vliegensoort uit de familie van de dazen (Tabanidae). De wetenschappelijke naam van de soort is voor het eerst geldig gepubliceerd in 1979 door Teskey and Thomas.